# Ans Verdijk
Ans Verdijk (1959) is een Nederlands beeldend kunstenaar. Ze maakt organisch aandoende objecten, tekeningen, boeken, sieraden, schilderingen, video's en foto's. In Beugen beheert ze het Museum van alle tijden.
In 1994 startte zij het kunstenaarsinitiatief "Alarm", een gezamenlijke ruimte voor kunstenaars om te werken en te exposeren.
Zij studeerde onder andere in Den Bosch aan de Koninklijke Academie voor Kunst en Vormgeving. Sinds 1980 zijn er solotoonstellingen met haar werk georganiseerd, onder meer in Arnhem, Beugen, Breda, Den Bosch, Deurne (De Wieger), Enschede, Hoorn (de Boterhal), Nieuwegein, Nijmegen,  Steyl,  Velp, Vierlingsbeek, Zwolle. 